# 30th L'Anniversary Starting Live "L'APPY BIRTHDAY!"
『L'Arc〜en〜Ciel 30th L'Anniversary Starting Live "L'APPY BIRTHDAY!"』（ラルク アン シエル サーティース ラニバーサリー スターティング ライヴ ラッピー・バースデイ）は、日本のロックバンド、L'Arc〜en〜Cielが2021年に開催したコンサート。

## 概要
「L'Arc〜en〜Ciel 30th L'Anniversary Starting Live "L'APPY BIRTHDAY!"」は、L'Arc〜en〜Cielが2021年5月29日・30日に幕張メッセ 国際展示場1-3ホールで開催したライヴ。本公演はタイトルが示すように、バンド結成30周年の幕開けを記念したライヴとなっており、L'Arc〜en〜Cielが初ライヴを行った1991年5月30日に合わせて行われた。
ステージセットは、メインステージとそれに繋がる左右の花道が設置された。また、巨大な柵状のLED装置がカーブを描いてステージ全面を覆うように設置されている。さらに、開演中には小型ドローンカメラが会場を飛び回り、臨場感のある映像撮影が行われている。
セットリストは、ライヴ当日の0時に公式YouTubeアーティストチャンネルで1コーラスがサプライズ公開された楽曲「ミライ」に加え、代表的なシングルの表題曲が披露されている。近年演奏されることがなかった楽曲としては、「Dune」が約10年ぶり、「DAYBREAK'S BELL」が約9年ぶり、「EVERLASTING」「get out from the shell」が約7年ぶりに今回の公演で披露された。セットリストに代表的なシングルの表題曲を並べた経緯について、tetsuyaは「最初は、（新型コロナウイルスの影響により施行される行動規制によっては）ファンの人たちを入れてライヴができるかできないかわからなかったので、配信ライヴとして企画していた部分もあったんです。世界に向けて配信するならば、王道のわかりやすい楽曲を並べたほうがいいのではないかという意見はありましたね」と述べている。
この公演は、2020年から2021年にかけて全世界で蔓延した新型コロナウイルス（SARSコロナウイルス2）の影響を受け、行政が各業界団体に指示した「新型コロナウイルス感染予防対策ガイドライン」に則ったかたちでのライヴ開催を余儀なくされている。また、会場となった千葉県において、開催時期にまん延防止等重点措置がとられていたことから、本公演では接触感染対策として座席の前後左右を空け、収容人数を最大キャパシティの半数となる10,000人（両日合わせ20,000人）に減らすことになった。さらに、前述のガイドラインで示された行動規制を踏まえ、L'Arc〜en〜Cielが主催するライヴとしては初めてカスタネット、鈴、マラカス、タンバリンなどの鳴り物の持ち込みが許可され、公演中でこれらを使用することを一時的に認めている。ちなみに、本公演ではライヴグッズとして、マラカスにペンライト機能を付けた「バットマラカスライト」が販売されている。公演直後に受けたインタビューでhydeは、鳴り物を取り入れたライヴについて「いまの世の中だからこそできることというか。後から見て、あの頃はあんなことやったよねって思い出になっていればいいですよね。あのときは大変だったなって」と語っている。
この公演は、2020年の新型コロナウイルスの蔓延の煽りを受け、途中で中止をせざるを得なくなったライヴツアー「ARENA TOUR MMXX」以来約1年3ヶ月ぶりの久々のライヴとなった。hydeは開催後に受けたインタビューで、本公演を振り返り「ちょうど30年前、1stライヴをした日（1991年5月30日）にライヴができて、バンドとしても成長しているというか。当時よりもアグレッシブでいながら、テクニカルの部分もあったりして、すごくいいバランスで30周年をスタートできたなという感じですね」「リハーサルの段階からみんなすごくいい状態で。バンドの演奏も、僕自身の歌もいい感じだし、すごく余裕を持って迎えられた感じがします。あえて今回はシンプルに見せようと思ったので、なるべく歌に集中したり、演奏をもっとちゃんと伝えようと思って」と述べている。また、tetsuyaは同インタビューで「楽しい2日間でした。ベースのエフェクターまわりの機材を新しくしたんです。1年半ぐらいかけて作ってもらっていたのでベースの音がいままで以上によくなったと思います」と述懐している。さらに、kenは「久しぶりのライヴといいつつ、ここ最近は1年に1回くらいのペースなので、そこまで長く空いた感じはなくて。ただ、20周年や25周年のときより、今回の30周年が一番、"ああ、長くバンドをやってきたんだな"って気持ちになりました」と述懐している。
ちなみに本公演の模様は、開催の3ヶ月後となる2021年8月22日に、ソニー・ミュージックソリューションズが運営するライヴストリーミングプラットフォーム、Stagecrowdに加え、ライヴ・ネイションが母体となったプラットフォーム、Veepsで公演全編の配信が行われた。このライヴ配信は、配信翌日の同年8月23日23時59分まで見逃し配信も行われている。また、2021年8月27日には、配信映像のダイジェスト版が公式YouTubeアーティストチャンネルで公開された。
さらに、2021年10月17日には、同年に開局30周年を迎えたテレビ局、WOWOWとバンドのコラボレーション企画「WOWOW×L'Arc〜en〜Ciel 30th L'Anniversary Special Collaboration」の一環として、本公演の模様がWOWOWで放送された。この番組では、ライヴ本編の映像に加え、ドキュメンタリー要素も追加したスペシャルエディションとして放送された。

## 演奏曲
| 演奏順 | 5月29日                | 5月30日                |
| ------ | ---------------------- | ---------------------- |
| 1      | X X X                  | X X X                  |
| 2      | Caress of Venus        | Caress of Venus        |
| 3      | CHASE                  | CHASE                  |
| 4      | winter fall            | winter fall            |
| 5      | flower                 | flower                 |
| 6      | metropolis             | metropolis             |
| 7      | DAYBREAK'S BELL        | DAYBREAK'S BELL        |
| 8      | REVELATION             | REVELATION             |
| 9      | NEO UNIVERSE           | NEO UNIVERSE           |
| 10     | get out from the shell | get out from the shell |
| 11     | 花葬                   | 花葬                   |
| 12     | EVERLASTING            | EVERLASTING            |
| 13     | MY HEART DRAWS A DREAM | MY HEART DRAWS A DREAM |
| 14     | Driver's High          | Driver's High          |
| 15     | HONEY                  | HONEY                  |
| 16     | READY STEADY GO        | READY STEADY GO        |
| 17     | あなた                 | あなた                 |
| 18     | ミライ                 | ミライ                 |
| 19     | Dune                   | Dune                   |
| 20     | GOOD LUCK MY WAY       | GOOD LUCK MY WAY       |
| 21     | 虹                     | 虹                     |

## L'APPY BIRTHDAY! OPENING BGM
2020年に開催したライヴツアー「ARENA TOUR MMXX」に続いて、会場の開場時に流れるBGMを各メンバーが選曲している。選曲したプレイリストは音楽ストリーミングサービス、SpotifyとApple Musicにおいて一斉公開された。
| #   | タイトル                      | 作詞 | 作曲・編曲 | アーティスト名                 |
| --- | ----------------------------- | ---- | ---------- | ------------------------------ |
| 1.  | 「Sk8er Boi」                 |      |            | アヴリル・ラヴィーン           |
| 2.  | 「On the Way」                |      |            | ダイナソーJr.                  |
| 3.  | 「Happy Song」                |      |            | ブリング・ミー・ザ・ホライズン |
| 4.  | 「Bachelorette」              |      |            | ビョーク                       |
| 5.  | 「Sick & Tired」              |      |            | カーディガンズ                 |
| 6.  | 「Wait and Bleed」            |      |            | スリップノット                 |
| 7.  | 「Lovething」                 |      |            | アトミック・スウィング         |
| 8.  | 「Enter Sandman」             |      |            | メタリカ                       |
| 9.  | 「Smells Like Teen Spirit」   |      |            | ニルヴァーナ                   |
| 10. | 「In the End」                |      |            | リンキン・パーク               |
| 11. | 「Butterfly On A Wheel」      |      |            | ザ・ミッション                 |
| 12. | 「Irresponsible Hate Anthem」 |      |            | マリリン・マンソン             |
| 13. | 「I Feel You」                |      |            | デペッシュ・モード             |
| 14. | 「ULTRAnumb - Instrumental」  |      |            | ブルー・スターリ               |
| 15. | 「Summer Moved On」           |      |            | アーハ                         |

| #   | タイトル                                               | 作詞 | 作曲・編曲 | アーティスト名                                                                     |
| --- | ------------------------------------------------------ | ---- | ---------- | ---------------------------------------------------------------------------------- |
| 1.  | 「Générique」                                          |      |            | マイルス・デイヴィス                                                               |
| 2.  | 「Hakuna Matata - From "The Lion King"」               |      |            | ネイサン・レイン, アーニー・サベラ, ジェイソン・ウィーバー, ジョセフ・ウィリアムズ |
| 3.  | 「California Dreamin' - Single Version」               |      |            | ママス&パパス                                                                      |
| 4.  | 「Everybody's Talkin' - From "Midnight Cowboy"」       |      |            | ハリー・ニルソン                                                                   |
| 5.  | 「Main Title And First Victim From "Jaws" Soundtrack」 |      |            | ジョン・ウィリアムズ                                                               |
| 6.  | 「Lose Yourself」                                      |      |            | エミネム                                                                           |
| 7.  | 「My Heart Will Go On - Love Theme from "Titanic"」    |      |            | セリーヌ・ディオン                                                                 |
| 8.  | 「Gonna Fly Now - Theme From "Rocky"」                 |      |            | ビル・コンティ                                                                     |
| 9.  | 「Knockin' On Heaven's Door」                          |      |            | ボブ・ディラン                                                                     |
| 10. | 「Goldfinger」                                         |      |            | ジョン・バリー                                                                     |
| 11. | 「Over The Rainbow」                                   |      |            | ジュディ・ガーランド                                                               |
| 12. | 「Raindrops Keep Fallin' on My Head」                  |      |            | B・J・トーマス                                                                     |

| #   | タイトル                          | 作詞 | 作曲・編曲 | アーティスト名           |
| --- | --------------------------------- | ---- | ---------- | ------------------------ |
| 1.  | 「Dead Man Walking」              |      |            | デヴィッド・ボウイ       |
| 2.  | 「Kids in Love」                  |      |            | メイデー・パレード       |
| 3.  | 「Black Butterflies and Déjà Vu」 |      |            | ザ・メイン               |
| 4.  | 「Look What You've Done」         |      |            | ジェット                 |
| 5.  | 「I Would Do Anything for You」   |      |            | フォスター・ザ・ピープル |
| 6.  | 「Pollyanna」                     |      |            | グリーン・デイ           |
| 7.  | 「Cancer」                        |      |            | マイ・ケミカル・ロマンス |
| 8.  | 「Why Worry」                     |      |            | セット・イット・オフ     |
| 9.  | 「You Suck at Love」              |      |            | シンプル・プラン         |
| 10. | 「Check Yes, Juliet」             |      |            | ウィー・ザ・キングス     |

| #   | タイトル                         | 作詞 | 作曲・編曲 | アーティスト名               |
| --- | -------------------------------- | ---- | ---------- | ---------------------------- |
| 1.  | 「Amsterdam」                    |      |            | ナッシング・バット・シーヴス |
| 2.  | 「Pictures Of You - Remastered」 |      |            | ザ・キュアー                 |
| 3.  | 「Love Will Tear Us Apart」      |      |            | ジョイ・ディヴィジョン       |
| 4.  | 「The Killing Moon」             |      |            | エコー&ザ・バニーメン        |
| 5.  | 「People Are People」            |      |            | デペッシュ・モード           |
| 6.  | 「My Iron Lung」                 |      |            | レディオヘッド               |
| 7.  | 「Zero - Remastered 2012」       |      |            | スマッシング・パンプキンズ   |
| 8.  | 「On」                           |      |            | ケリー・リー・オーウェンス   |
| 9.  | 「Gospel For A New Century」     |      |            | イヴ・トゥモア               |
| 10. | 「Somebody Else」                |      |            | The 1975                     |

## その他
- 有観客ライヴ - チケット料金は全席指定でS席16,500円（LE-CIEL限定メモリアルグッズ付）、A席11,000円。
- 配信 - Stagecrowdでは2種類のチケットが販売され、LE-CIEL限定チケットは3,039円（メモリアルグッズ付き）、一般チケットは3,930円[注 1]。Veepsのチケットは30USドル[1]。